# Reservtrupper
Reservtrupper är en militär term vid förflyttning vilken avser förband som rör sig vid sidan eller bakom huvudstyrkan. Förbanden är beredda att understödja huvudstyrkan vid behov.